# Adderly Fong
Adderly Fong Chun-Yu, (Chinês Tradicional: 方駿宇), (Vancouver, 2 de março de 1990) é um automobilista honconguês nascido no Canadá. Iniciou a sua carreira em 2004.
Já competiu em categorias como a Fórmula 3 Britânica ou a Fórmula V6 Asia, bem como representou a China (através da Team China na Superleague Fórmula, na 11ª ronda de 2010, disputada no Beijing Street Circuit, em Pequim, China.

## Toyota Racing Series 2009 (Fórmula Toyota Nova Zelândia)
Adderly Fong pilotou o carro nº 50. na Toyota Racing Series Nova Zelândia e tornou-se o primeiro chinês a pilotar neste campeonato. Era suposto Adderly Fong correr em três rondas do International Trophy (nas pistas Timaru, de Invercargilland e de Taupo.

## Fórmula 3 Britânica 2010 e Grande Prémio de Macau
Adderly Fong disputou a época de 2010 da Fórmula 3 Britânica, integrado na equipa Sino Vision Racing. Foi o 16º classificado geral. Fong competiu também no Grande Prémio de Macau, classificando-se no 30º e último lugar. Na corrida de qualificação o piloto chinês foi o 23º, e depois foi 21º na corrida principal.